# Santa Marinha (Seia)
Santa Marinha is een plaats (freguesia) in de Portugese gemeente Seia en telt 1175 inwoners (2001).